# Petinomys fuscocapillus
Petinomys fuscocapillus är en däggdjursart som först beskrevs av Jerdon 1847. Den ingår i släktet Petinomys och familjen ekorrar. Inga underarter finns listade i Catalogue of Life.

## Beskrivning
Pälsen på ovansidan är rödbrun till mörkbrun med ett mörkare, gråare huvud med nästan nakna öron samt blekt rödbruna kinder och underläpp. Kanten på flyghuden är rödaktigt grå, den buskiga svansen är svart på ovansidan, svartbrun på undersidan och med en vit spets. Buksidan är blekt rödbrun. Kroppslängden är 19 till 32 cm, ej inräknat svansen på 24 till 29 cm, och vikten är 300 till 712 g.

## Utbredning
Arten förekommer i södra Indien där den finns i bergskedjan Västra Ghats samt på Sri Lanka. Populationen är mycket fragmenterad och arten är sällsynt.

## Ekologi
Arten lever i kuperade områden och bergstrakter mellan 500 och 2 000 meter över havet. Habitatet utgörs av städsegröna och lövfällande skogar, bergsskogar samt av plantager i närheten av skogar.
Individerna är nattaktiva och vilar på dagen i trädhålor. De uppehåller sig i trädkronorna 15 till 20 meter över marken. Utanför parningstiden lever honor och hanar ensamma.
Litet är känt om artens fortplantning, men man misstänker att den normala kullstorleken är två ungar.
Födan består av frukter från olika träd i fikonsläktet, olivsläktingen Olea dioicea, mango, plommon och Palaquium ellipticum samt blommor från växter som Mallotus tetracoccus, Vernonia arborea och Melicope lunu-ankenda. Den kan även äta unga, mjuka kokosnötter och då orsaka skada på kokosplantager.

## Bevarandestatus
IUCN kategoriserar arten globalt som nära hotad, och populationen minskar. Främsta hoten är en ökande uppodling, avverkning av skog för nyplantering och timmerbruk samt byggnation. Arten jagas dessutom som föda.